# Blind Anger and Hate
Blind Anger and Hate är 59 Times the Pains debut-EP, utgiven 1994 av Burning Heart Records.

## Låtlista[1]
Alla låtar är skrivna av 59 Times the Pain.
1. "Leave Me Alone"
2. "Lost Our Trust"
3. "Our Approach"
4. "Blind Anger & Hate"
5. "Sense of Right and Wrong"
6. "Let Me In"
7. "Beliefs"
8. "Give Us a Break"
9. "Nothing Left"
10. "Together We're Stronger"

## Personal[1]
- Jonas Gauffin - fotografi
- Kai Kalliomäki - gitarr
- Magnus Larnhed - sång, gitarr
- Michael Conradsson - bas
- Pelle Saether - producent
- Toni Virtanen - trummor